# Joan Barclay
Joan Barclay (eigentlich Mary Elizabeth Greear, * 31. August 1914 in Minneapolis, Minnesota; † 22. November 2002 in Palm Desert, Kalifornien) war eine US-amerikanische Schauspielerin.
Barclay spielte in rund 70 Filmen (meist preisgünstiger Machart) die Heldin oder gute Freundin. Nach Anfängen als erst 12-jährige in einem Film mit Douglas Fairbanks (Douglas Fairbanks, der Gaucho, 1927) spielte sie ab 1933 zahlreiche ungenannte Auftritte in Studiofilmen Hollywoods. 1936 wurde sie für die ersten einer bis 1942 anhaltenden Reihe von B-Western verpflichtet. In den beiden Serials Shadow of Chinatown und Blake of Scotland Yard, beide aus dem Jahr 1937, war sie in der weiblichen Hauptrolle besetzt. In ihren letzten beiden aktiven Jahren beim Film, 1943 und 1944, war ihr Mitwirken erneut auf Kleinstrollen beschränkt.
Barclay, die nach ihrer Heirat Mary Elizabeth Hillman-Sullivan hieß, spielte auch als Geraine Greear und Mary Douglas.

## Filmografie (Auswahl)
- 1927: Douglas Fairbanks, der Gaucho (The Gaucho)
- 1933: Die 42. Straße (42nd Street)
- 1933: Der Detektiv und die Spielerin (Private Detective 62)
- 1933: Der kleine Gangsterkönig (The Little Giant)
- 1934: Tag, Nellie! (Hi, Nellie!)
- 1934: Ein schwerer Junge (The St. Louis Kid)
- 1934: Madame Dubarry (Madame Du Barry)
- 1935: Der Jazzkadett (Shipmates Forever)
- 1936: The Kid Ranger
- 1940: Swing-Romanze (Second Chorus)
- 1941: Flying Wild
- 1945: The Shanghai Cobra